# Holler- und Wittemoor
Das Holler- und Wittemoor ist ein Naturschutzgebiet in den niedersächsischen Gemeinden Hude im Landkreis Oldenburg und Berne im Landkreis Wesermarsch.

## Allgemeines
Das Naturschutzgebiet mit dem Kennzeichen NSG WE 093 ist insgesamt rund 377 Hektar groß. Es besteht aus dem 195 Hektar großen „Holler Moor“ im Landkreis Oldenburg und dem 182 Hektar großen „Wittemoor“ im Landkreis Wesermarsch. Das Gebiet steht seit dem 17. Dezember 1988 unter Naturschutz. In ihm sind das 1978 ausgewiesene Naturschutzgebiet „Holler Moor“ und das ebenfalls 1978 ausgewiesene Landschaftsschutzgebiet „Holler- und Wittemoor“ aufgegangen. Zuständige untere Naturschutzbehörde sind die Landkreise Oldenburg und Wesermarsch.

## Beschreibung
Das Hochmoorgebiet liegt nordwestlich von Hude im Randbereich der Delmenhorster Geest im Übergangsbereich zur Wesermarsch und ist ein Rest eines ehemaligen ausgedehnten Randhochmoores, das durch Entwässerung und Torfabbau weitgehend zerstört und verschwunden ist. Teile des unter Schutz stehenden Moores wurde in den 1980er-Jahren wiedervernässt, so dass es sich regenerieren kann. Hier siedeln wieder moortypische Pflanzen wie Torfmoose und Wollgras. Teile des Naturschutzgebietes werden von Moorwald eingenommen oder als Grünland landwirtschaftlich genutzt.
Durch das Gebiet verläuft im Süden der Geestrandgraben, der nördlich von Hude in die Berne mündet. Die Grünlandbereiche im Norden des Naturschutzgebietes werden über Gräben zu Holler Moorkanal und Wittenmoortief entwässert, die wiederum zur Hunte entwässern.
Durch das Naturschutzgebiet verlaufen zwei Rundwege, in deren Verlauf sich ein Aussichtsturm und ein Schautorfstich befinden. Im Süden des Schutzgebietes befindet sich ein rekonstruierter Abschnitt eines Bohlenweges.